# ديل شانك
دايل هـ. شونك هو طبيب نفساني تعليمي وعميد سابق وأستاذ حالي في كلية التربية بجامعة كارولينا الشمالية في مدينة جرينزبورو في ولاية كارولينا الشمالية. لقد بحث في آثار المتغيرات الاجتماعية والتعليمية على الإدراك والتعلم والتنظيم الذاتي والتحفيز. عمل شونك في مجالس تحرير المجلات مثل علم النفس التربوي المعاصر ومراجعة علم النفس التربوي، وقد ألف العديد من المقالات الصحفية وفصول الكتب عن علم النفس التربوي. بالإضافة إلى كتب أخرى، هو مؤلف الكتاب المدرسي واسع الاستخدام، نظريات التعلم: منظور تعليمي ، ومؤلف مشارك في الدافع في التعليم: البحث النظري والتطبيقات .
تلقى شونك جائزة ألبرت هاريس من جمعية القراءة الدولية عام (1989)، وجائزة المساهمات المبكرة من القسم 15 (علم النفس التربوي) من جمعية علم النفس الأمريكية عام (1982)، وجائزة فولبرايت الأمريكية المتميزة عام (1997). قبل الانتقال إلى بوردو، قام شونك بتدريس علم النفس التربوي في جامعة هيوستن من عام (1979) إلى عام (1985)، وفي جامعة كارولينا الشمالية في بلدة شابيل هيل في ولاية كارولينا الشمالية من عام (1986) إلى عام (1993). حصل على تعليمه الجامعي في جامعة إلينوي، وحصل على شهادة الماجستير في التعليم من جامعة بوسطن، كما حصل على شهادة الدكتوراة من كلية ستانفورد للتعليم العالي.

## المنشورات الأخيرة المختارة
- شونك، DH (2005). «التعلم المنظم ذاتيا: الإرث التربوي لبول ر. بينتريش». علم النفس التربوي، 40 ، 85-94.
- شونك، DH (2003). «الكفاءة الذاتية للقراءة والكتابة: تأثير النمذجة وتحديد الأهداف والتقييم الذاتي». القراءة والكتابة الفصلية، 19 ، 159-172.
- شونك، DH (2000). «دافع الإنجاز: الماضي والحاضر والمستقبل». قضايا في التعليم: مساهمات من علم النفس التربوي، 6 ، 161-165.
- شونك، DH (2000). «التصالح مع بنيات التحفيز». علم النفس التربوي المعاصر، 25 (116-119).
- شونك وإرتمير، DH ، & Ertmer ، (1999). «عمليات التنظيم الذاتي أثناء اكتساب مهارات الكمبيوتر: التأثيرات على الهدف والتقييم الذاتي». علم النفس التربوي، 91 ، 251-260.
- شونك، DH (1999). «التفاعل الاجتماعي-الذاتي وسلوك الإنجاز». علم النفس التربوي، 34 ، 219-227.
- شونك، DH (1998). «منظور علم النفس التربوي في علم الأعصاب الإدراكي». مراجعة علم النفس التربوي، 10 ، 411-417.
- شونك، DH ، وزيمرمان، BJ (1997). «الأصول الاجتماعية لكفاءة التنظيم الذاتي». علم النفس التربوي، 32 ، 195-208.
- Schunk ، DH ، & Cutshall ، D. (1997). «الدافع للتعلم مدى الحياة». تسجيل كابا دلتا بي 33 ، 124-128.

## روابط خارجية
- دايل شانك السيرة الذاتية